# Ефимов, Александр Петрович (революционер)
Ефимов, Александр Петрович (партийные псевдонимы Переплетчик, Товарищ Шура, 1893, Коломна — 1941, Пулково) — петроградский рабочий, революционер, член большевистской партии с 1912 г., руководитель группы по охране В. И. Ленина весной-летом 1917 г.

## Биография
Родился в 1893 г. в семье столяра Коломенского машиностроительного завода, окончил четыре класса городского училища и с 15 лет пошел учеником, потом — подручным слесаря. В поисках работы побывал в Либаве и Риге, затем поступил в Петербурге на табачную фабрику Шапошниковой, здесь он и вошел в группу «правдистов» — большевистскую ячейку. И снова, то по заданию партии, то спасаясь от охранки, менял города: Одесса, Батум, Баку, Астрахань, снова Коломна и Петроград, в котором он с 1915 г. на снарядном заводе «Старый Парвиайнен». В 1916 году его избирают в подпольный Выборгский райком, с которым он осуществляет связь и по существу руководит партийной организацией завода, крупнейшей в районе, так из 4000 рабочих 47 были большевиками, когда как на соседних предприятиях их было от 12 до 30 человек, а на всей Выборгской стороне их было не более 500.
23 февраля (8 марта) 1917 г. рабочие «Старого Парвиайнена» первыми присоединяются к демонстрации работниц соседней Торшиловской мануфактуры положившей начало Февральской революции. Руководимые Ефимовым большевики-парвиайненцы составили авангард боевой дружины завода, которая также первой дала отпор полиции и жандармам не булыжниками и донцами от снарядов, а огнем из браунингов.
После возвращения В. И. Ленина из эмиграции в условия двоевластия вопрос обеспечения безопасности вождя постепенно обострялся, 11 мая «Правда» сообщила о появлении листовок «Петроградского комитета по борьбе со шпионством» с требованием убить Ленина, на проходивших в то время съезде кадетской партии и офицерском съезде также звучали угрозы и призывы расправы. У руководства большевистской партии эти угрозы вызывали опасения и по инициативе Глеба Бокия и Жени Егоровой охрану квартиры Елизаровых на Широкой улице дом 48 (сейчас 52), где проживал Владимир Ильич, было поручено осуществлять партийному коллективу «Старого Парвиайнена». В группу, возглавляемую Ефимовым, вошли большевики-парвиайненцы: Василий Шуняков, братья Михаил и Василий Васильевы, Потап Никитин, Эльза Дымдиня, Кузьма Кривоносов и Павел Митьковец. Поначалу охрану Ленина планировали вести в тайне от него, Ефимов держал связь с его сестрой Марией Ильиничной, но однажды Владимир Ильич неожиданно вернулся в квартиру, так произошла их первая встреча и знакомство. Охрана осуществлялась до июльских событий и была снята при переходе В. И. Ленина на нелегальное положение.
Во время Октябрьской революции Ефимов был в Выборгском районе: направлял красногвардейские отряды на охрану Смольного, на разоружение юнкеров Михайловского училища, штурм Зимнего дворца. Он сражался под Пулковом во главе отряда красногвардейцев-выборжцев против войск Краснова. В дальнейшем был работником Выборгского райкома партии, часто виделся и общался с Лениным, вместе с Владимиром Ильичом и Надеждой Константиновной встречали новый 1918 г. в Выборгском райсовете.
В октябре 1918 г. по призыву Центрального комитета к петроградцам мобилизовать партийных и советских работников в помощь фронту в первой группе из 200 человек Ефимов прибывает в Москву в Центральное бюро военных комиссаров, но он и ещё несколько хорошо знакомых Ленину по Петрограду человек по его личному распоряжению остаются без назначений. Ефимов просит Марию Ильиничну устроить встречу с её братом. Встреча состоялась в конце октября, на ней Владимир Ильич подтвердил, что их группа оставлена в Москве по его распоряжению, им предстоит работа в Революционном Военном Совете. Очевидно, что после покушения 30 августа Ленин хотел иметь под рукой людей, доказавших за год до этого в революционном Петрограде ему свою абсолютную преданность, на которых он мог лично рассчитывать в трудную минуту. Но не всем в Кремле могло понравиться появление в нём «ленинских преторианцев», 3 ноября, вопреки указанию Ленина, по распоряжению заместителя председателя бюро военных комиссаров Ефимова с товарищами срочно направляют в Самару в штаб 4-й армии.
С ноября 1918 г. Александр Петрович становится военно-политическим комиссаром при Александров-Гайской группе. Участвовал вместе с Чапаевым в бою за Сломихинскую, водил бойцов в атаки. Но, будучи мужественным и умелым воином, всегда оставался политработником. Не раз по ночам садился в лодку, выплывал к вражескому берегу реки, заводил разговоры с солдатами и часто возвращался с перебежчиками. Каждый такой разговор для Ефимова мог закончиться плачевно, но все обходилось, хоть и кричали потом через реку разъяренные офицеры: «Комиссару Ефимову — смерть!».
Данные факты были творчески переработаны режиссёрами братьями Васильевыми и вошли в их фильм «Чапаев», в сцене у реки с Петькой и казаком Потаповым: «Брат Митька помирает, ухи просит».
Отношения Чапаева с Ефимовым не сложились, как впоследствии и со следующим комиссаром, и после формирования 25-й дивизии Ефимов остался в Александров-Гае, а с дивизией отправился уже новый комиссар — Фурманов.
В 1919—1920 г. в политотделе 4-й армии на Восточном фронте
В 1920—1921 г. в политотделе 6-й армии на Южном фронте.
В 1921 г. вернулся в Петроград, работал в губкоме партии.
С 1928 г. учился в Промакадемии, после её окончания десять лет руководил проектно-конструкторской конторой «Главармалит» в Ленинграде.
С началом Великой Отечественной войны комиссар Ефимов снова в строю, 27 июля его дивизия народного ополчения ушла из Летнего сада на фронт. Пропал без вести, последнее письмо от него пришло в августе из Пулково.

## В литературе
В романе Фурманова «Чапаев» фигурирует под именем Ежикова.

Во главе политического отдела стоял тогда петербургский рабочий, Николай Николаевич Ежиков, человек ещё совсем молодой, лет двадцати двух, но зрелый, умный и серьезный. Ежиков был в то время и комиссаром бригады. В селе не только командный состав и красноармейцы, но и жители относились к Николаю Николаевичу с величайшим уважением. Его любили за простую, умную, ласковую речь, за то, что обещаний зря не давал, а раз сказавши, обещанное выполнял, за то, что в селе не было никаких беспорядков, и это по праву приписывалось его моральному воздействию на красноармейцев. А бойцы любили его — и всего больше любили за то, что в походах он был всегда с ними, в боях сам лежал и бежал в цепи, держался как равный товарищ.
— Фурманов Д. А. Чапаев.
Другой парвиайненец Шуняков выведен в романе под фамилией Рыжиков.
В 60-е годы писатель Геннадий Петров провел большую исследовательскую работу о группе охраны Ленина во время проживания того на Широкой улице. О личности и судьбе Ефимова писателю многое поведали дочь и вдова младшего брата, также встречался с ещё живыми к тому времени парвиайненцами, переписывался с чапаевцами. Собранный материал вылился в повесть «Щит партии», опубликованную в журнале «Звезда» № 1 за 1974 год.

## Семья
- Брат — Константин (1906—1941[4]).

Ефимов взял своего двенадцатилетнего братишку на фронт. В одном из боёв того захватили в плен казаки, бросили в тюрьму в Лбищенске, собирались расстрелять, но прежде хотели допытаться: действительно ли он брат ненавистного им комиссара. Били, уговаривали, снова били, но он упорно называл себя Ивановым. Уже в 20-е годы, когда старший брат выступал перед рабочими «Электросилы», к нему из зала бросился его младший брат Константин, оказалось, что его успели освободить чапаевцы.
- Дочь — Галина Александровна Володина

## Награды
Именное оружие за храбрость от Реввоенсовета.